# Ø
Az Ø (kisbetűs alakjában: ø) a dán, a norvég, a feröeri és a déli számi egyik betűje. Legtöbbször az elöl középen képzett ajakkerekítéses magánhangzók, mint az ø és az œ hangok lejegyzésére használják, kivéve a déli számit, ahol az [oe] kettőshangzó megjelenítésére szolgál.
A betű neve megegyezik azzal a hanggal, melynek a jelölésére használják.  Angol tipográfusok "slashed O" vagy "o with stroke" néven emlegetik a betűt. Bár ezen elnevezések alapján ez az o geyik ligatúrája vagy diakritikus kiegészítése lenne, a dán és a norvág nyelvben külön betűnek számít, ábécérendben pedig a Z után következik. A betűk itt így követik egymást:  x, y, z, æ, ø, és å.
Olyan nyelvekben, melyben nem szerepek ez a betű, vagy az olyan limitált karakterkészletekben mint az ASCII, az "ø" helyettesíthető az "oe" digráffal, de praktikusan, mint például az e-mail címekben egyszerűen "o"-val helyettesítik. Egyenértékű a svéd és más nyelvekben használt "ö"-vel,  ezzel helyettesítik is több alkalommal, ahogy azt meg is teszik régebben Dániában és Norvégiában készített írógépeknél valamint a Morze-ábécé nemzetim kiegészítéseiben is.
A kis "ø" része a nemzetközi fonetikai ábécének is, ahol az elől képzett, középső nyelvállású ajakréses magánhangzót jelöli.

## Használata nyelvenként

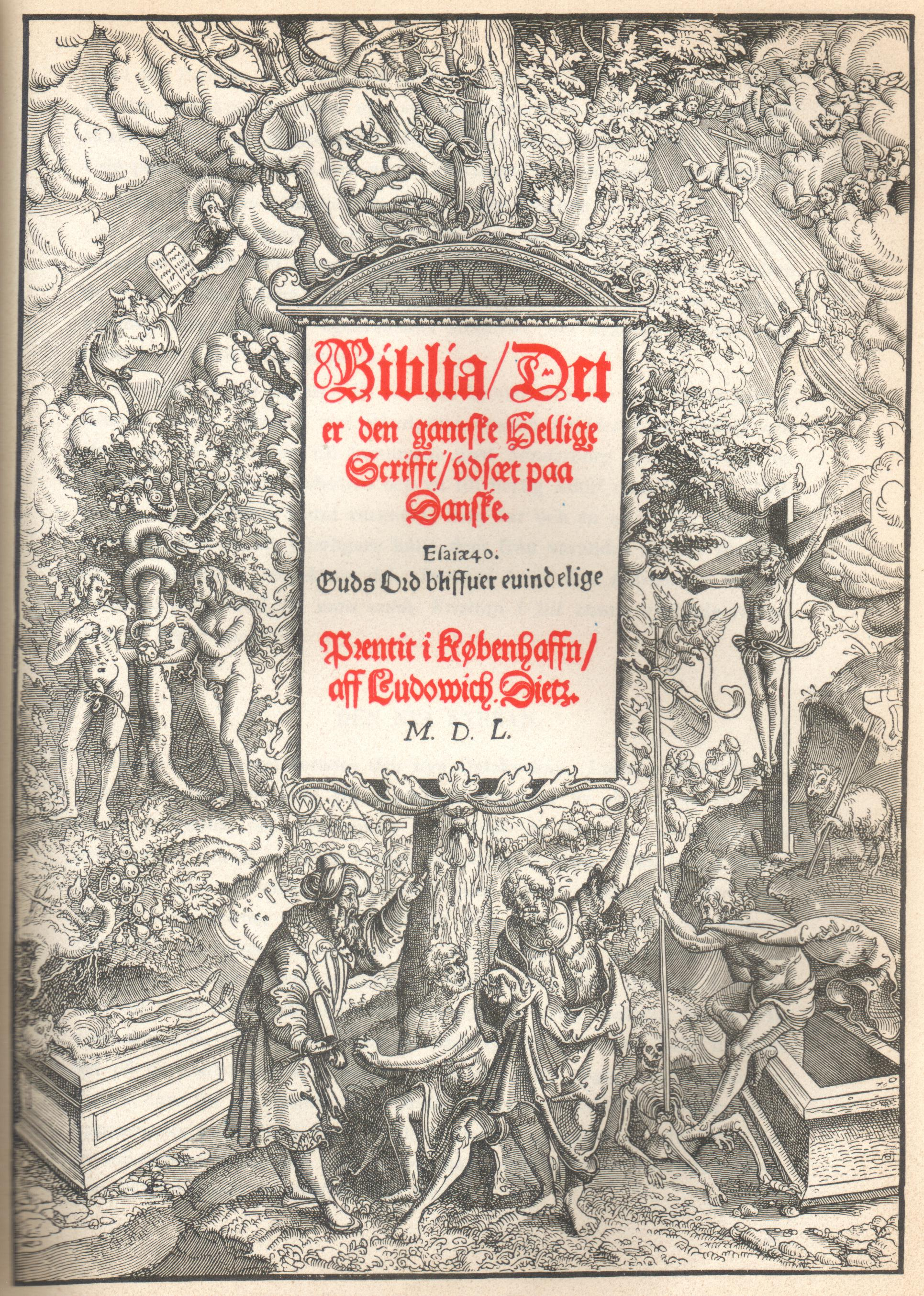
III. Keresztély Bibliájának fedőlapja, rajta a "Københaffn" felirattal.

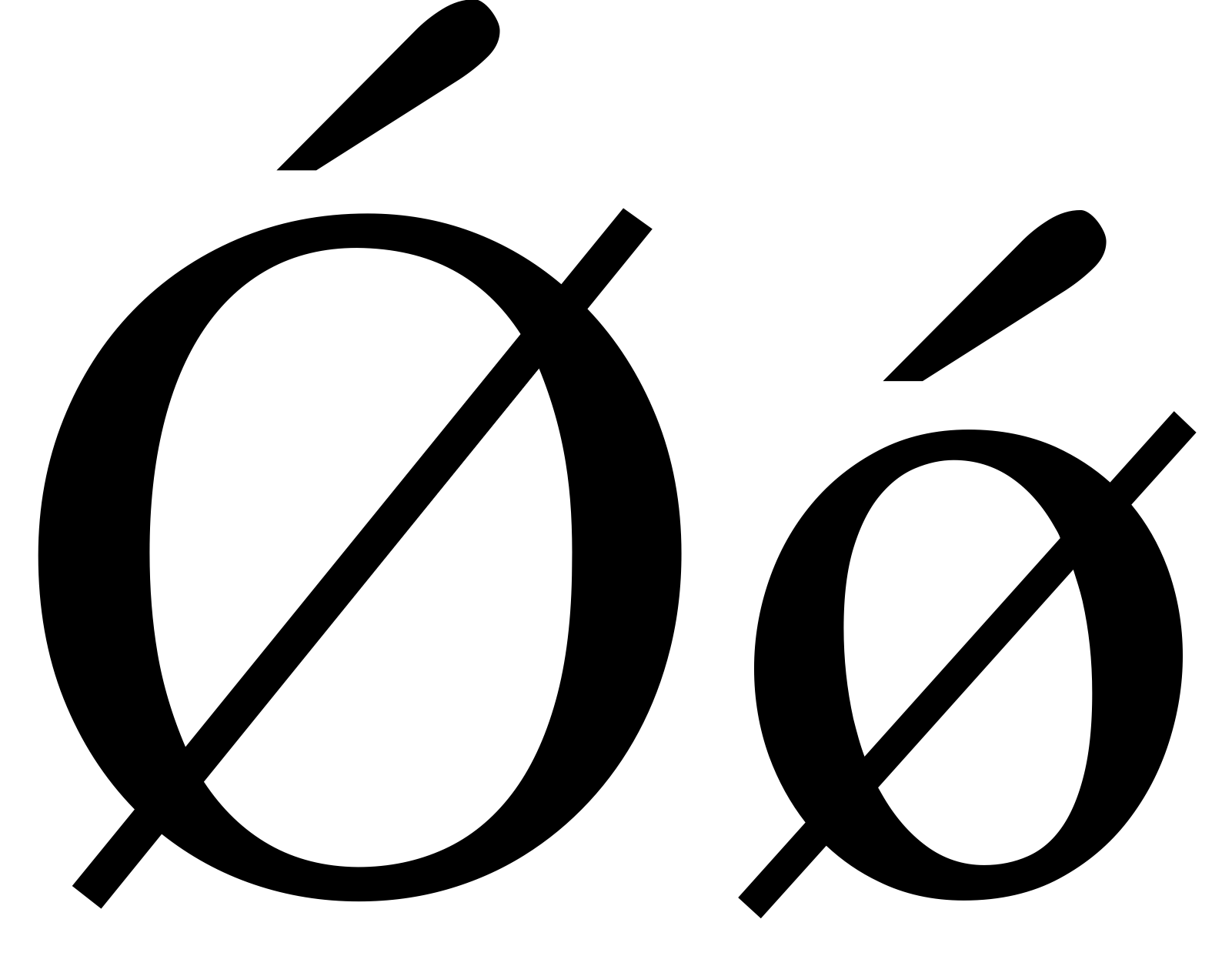
O éthúzással és ékezettel a Doulos SIL-ben

- A modern dán, feröreri és norvég nyelvben ez egy elől képzett, középső nyelvállású ajakréses mono hang, melynek a jelölésére a nemzetközi fonetikai ábécé is a [ø] jelet alkalmazza (Unicode U+00F8). mint oly sok magánhangzónak, ennek is több kiejtése van. Létezik lágyabb változata (például a dán dánul: søster ("lánytestvér") szóban a kiejtése [ø], mint a francia  franciául: bleu szóban az "eu") és "sötét" változata (a dánban a dánul: bønne ("borsó") szóban a jel ejtése [œ], mint a francia  bœuf szóban az "œu").[2] A dán ábécé dán beszélő hangján. A feröeri Suðuroy nyelvjárásban a rövid ø kiejtése [ʏ], pl feröeriül: børn [bʏdn] ("gyerekek"). A betűt az Antiqua és a Fraktúr  betűkészletnek már legalább III. Keresztély Bibliája óta része. Régebbi szövegekben (leginkább a fraktúrt alkalmazóknál) német hatásra megjelent az ö, és térképeken 1957-ig inkább ezt használták. ( pl Helsingör vagy Læsö).[3]
- A déli számi nyelvben Norvégiában az ø olyan kettős hangzókban is szerepel, mint a yø [yo] vagy az øø [oe]. A svéd nyelvben inkább az ö betűt részesítik előnyben.
- Az Ø több afrikai nyelv ortográfiájában is szerepel, mint például a kongói Demokratikus Köztársaságban beszélt lenduéban és a Kamerumban beszélt nzime nyelvében.
- Dánul a, dánul: ø egy szó is, melynek jelentése: "sziget". Ennek a svéd megfelelője az svédül: ö a norvég pedig az norvégul: øy.
- Az Ø a szélsőjobboldali dán Vörös-Zöld Szövetség (Enhedslisten) pártbetűje is.
- Ǿ (Ø vesszővel, Unicode U+01FE) Ezt a betőt a dánban olyan ritka alkalmakkor lehet használni, ha meg akarunk különböztetni két szót, melyben mindkettőben szerepel az Ø. például: dánul: hunden gǿr, "a kutya ugat" és dánul: hunden gør (det), "a kutya [valamit] csinál". Ez a megkülönböztetés nem kötelező, az első példa szerepelhet több formában is, például lehet dánul: gǿr vagy dánul: gør is; az első változatot (ǿ-vel) csak azért használják, hogy elkerüljék a félreértést. A második példánál a dánul: gǿr rossz betűzés. A dánban ahelyett, hogy  dánul: hunden gør, "a kutya ugat", lehet azt is írni, nem hagyományos helyesírással, hogy dánul: hunden gøer. Ez azonban az ø és å végű igék ragozási szabályainak félreértésén alapszik. Ezek az írásképek a hivatalos nyelvtani szabályok szerint nem elfogadottak. A dán billentyűzeteken és írógépeken úgy lehet ékezetet rakni a magánhangzók fölé, hogy az ékkezet gombját az adott betű előtt nyomjuk meg, de ez az eljárás nem alkalmazható az Ǿ esetében, mert nincs lefejlesztve a Microsoft Windows dán billentyűzet kiosztásához.
- Az óizlandi szövegekben a hagyományos írásmódban az Ø , többek között az umlautot jelezte. o > ø és ǫ > ø.
- Az ólengyel szövegekben az Ø betű az orrhangzót jelölte.
- Európán kívül az Ø a seneca nyelv átírásában van használatban, ahol az és jelet helyettesíti. Ez a koh szó rövidítéseként jött létre.
- Az angolban az  Ø-t (vagy egészen pontosan az ehhez hasonló  a semmi jelet, a ∅-t) használják a "nem" vagy "egyik sem" rövidítésére, de ez a használat kézíráskor félrevezető, mert könnyen összekeverhető számokkal, leginkább a "0"-val.[4]

## Hasonló betűk
- A török, az azeri, a türkmén, a tatár, a svéd, az izlandi, a rotuman, a német, a finn, az észt és a magyar ábécében az Ø helyett Ö-t használnak. A magyar helyesírás Ő betűt használ a hang hosszú jelölésére.
- A Ø / ø nem áll kapcsolatban és nem szabad összekeverni a hasonlóan kinéző görög Φ / φ vagy a cirill ábécé Ф / ф jelével.
- A cirill Ө betűjének ugyanaz a hangértéke, mint az Ø-nek. Ezt a kazak, mongol, az azeri és több olyan ábécé is használja, melyben előfordul az adott hang. Ez nem összetévesztendő a korai cirill ábécé Ѳ jelével.
- Az umlautos Ø-t (Ø̈, ø̈) logóként használta az Øresund híd cége, hogy ezzel fejezze ki a Dánia és Svédország közötti kapcsolatot. Mivel az umlautos Ø nem létezett a számítógépes karakterkészletekben, szöveges formában nem használták. A kiírásban most az Øresundsbron felirat szerepel, melynek Øresunds- része dán, -bron része pedig svéd. Az umlautos Ø néha szerepel a Skandináv területekre küldött csomagolásokon, hogy ezzel előzzék meg ugyanannak a szónak a kétszeri kinyomtatását. Például a Snøre/Snöre medvecukor logója a csomagoláson Snø̈re alakban szerepel. A karaktert ritkán még térképeken is használják. (pl: Grø̈nland).[5]

## Hasonló szimbólumok
- A "Ø" betű a matematikában gyakran szerepel a "∅" (Unicode karakterkódja U+2205) helyett, mellyel a Bourbaki által felfedezett üres halmazra utalnak. a nyelvészetben gyakran ezzel a jellel jelölik a ki nem ejtett vagy ki nem írt részeket. A "∅" jel mindig áthúzott kört tartalmaz, míg az "Ø" betű a legtöbb betűtípusban áthúzott ellipszis.
- Az átmérő jele, a (⌀) (Unicode karakterkódja U+2300) hasonlít a kis ø betűre, több betűkészletben pedig ugyanúgy is jelenik meg, bár a legtöbb betűkészletben azért eltér a kinézetük. általában az átmérő jele pontos kör alapú, míg az o betű valamelyest stilizált. Az átmérő jelet a műszaki rajzokon igen gyakran használják. Ezen felül előfordul olyan helyeken, ahol hasznos az átmérő szó rövidítése. ilyen az objektív esete. például egy 82 mm-es objektíven a következő felirat szerepel: " ⌀ 82 mm ".
- A Ø vagy ⌀ jelet gyakran használják az átlagérték jelölésére, főleg német nyelvterületeken. (Az "átlag" németül Durchschnitt, ami szó szerinti fordításban azt jelenti, hogy átvágott'.)[6]
- Az áthúzott nulla a nulla karakter egy alternatívája. Az áthúzás nem nyúlik túl az ellipszisen (kivéve kézírásnál). Gyakran arra használják, hogy megkülönböztessék a 0-t a latin "O"-tól minden olyan helyen, ahol értelemzavaró lehet a két megjelenés. Ilyen különösen a kódolási rendszerek, tudományos és műszaki írások, programozás, szoftverfejlesztés és a telekommunikáció. Ezen kívül használják az amatőr rádiójeleknél, mint például: XXØXX, XØXXX. Lásd még[7] az amatőr rádiós nemzetközi jelek rendszeréről.
- Az "Ø" jelet gyakran használják az elzárt kulcsok rendszerében arra, hogy jelezzék, egy zár egy kulcsot rejt. A kulcs nélküli zár jele "O".
- A "Ø" betű szerepel a lejegyzetelt zenében is, például a jazzben, ahol félig szűkített heted akkordjának a jele, pl "Cø". A tipográfiailag helyes lejegyzése ennek a következő lenne: először le kell írni az akkord jelét, majd azt egy áthúzott fokjel követi, pl így: "C𝆩". Az áthúzott fokjel az Unicode zenei szimbólumok blokkjának a része, de ezt néhány betűkészlet nem támogatja.

## Története
Az /ø/ hang lejegyzetelésére létrejött betű elsősorban a német /o/ átalakulásával jött létre. Legalább két elmélet létezik az ø eredetét tekintve:
- Lehet, hogy az Œ ligatúrából jött létre, melynek az előzménye az Oe, ahol az e vízszintes vonala keresztezte az "o"-t.
- Lehet, hogy az Angolszász Angliában alakult ki, ahol az O és az I betűt írták ugyanoda. Lásd, ahogy Bede a northumbriai angol_szász időszakban hogyan írta Coinualch formában Cēnwealh nevét latin szövegben. Később a betű eltűnt az angolszászból, mert az angolszász /ø/ később /e/ lett, de ekkorra már a betű használata Angliából átterjedt Skandináviára.

## Számítástechnika

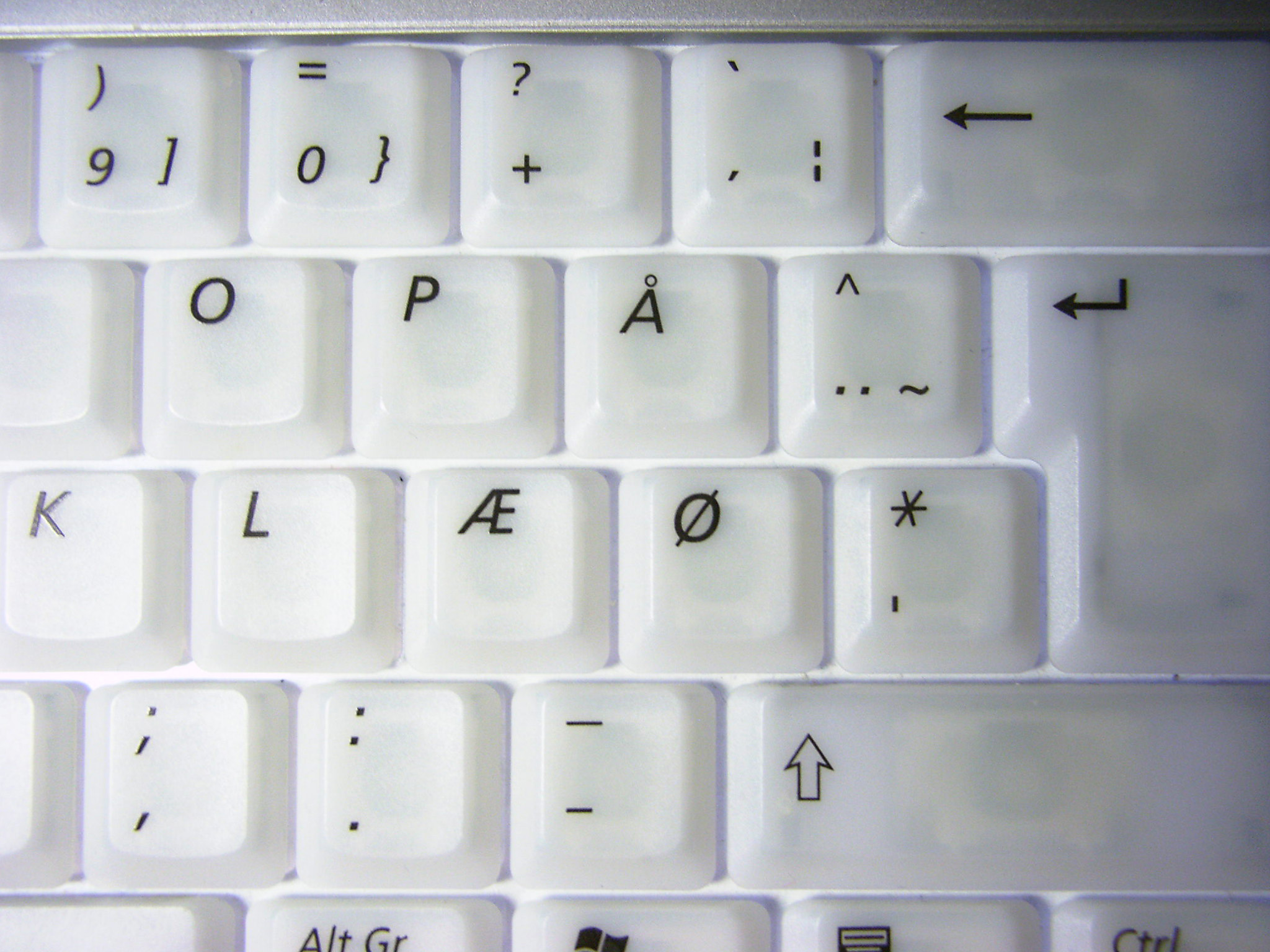
Danish keyboard with keys for Æ, Ø, and Å. On Norwegian keyboards the Æ and Ø switch places.

- Az Unicode-ban az Ǿ és az ǿ kódolása U+01FE és U+01FF.
- A Microsoft Windowsban az "Amerikai Egyesült Államok—Nemzetközi" billentyűzetkiosztást használva úgy lehet leírni a karaktert, hogy egyszerre nyomjuk meg az Alt-Gr és az L gombot. Akármilyen is a billentyűzet kiosztásunk, ha a NumLock be van kapcsolva, le kell nyomni az Alt-ot, miközben leütjük nagybetű esetén a 0216 vagy kisbetű esetén a 0248 kódsort a numerikus billentyűzeten. Ahhoz, hogy ez működjön a rendszernek az 1252-es kódlapot kell használnia. (Az 1252-es kódlap tartalmazza az ISO 8859-1 karaktereket, a 216 és a 248 pedig a D8 és az F8 hexadecimális megfelelői.
- A macOS-ben úgy lehet beírni, hogy lenyomjuk az O vagy az o gombot, majd megnyomjuk a 6-ost. A MacOS-ben és a korábbi változatokban amerikai angol billentyűzet kiosztásnál úgy lehet előhívni a jeleket, hogy lenyomjuk az option billentyűt, majd beírjuk az O vagy az o betűt, és így jelenik meg az Ø, vagy az ø karakter.
- Az X Window System környezetben úgy lehet előhívni ezeket a karaktereket, hogy egyszerre lenyomjuk az Alt-Gr és az O vagy az o billentyűket, vagy ha a kombináló billentyű után megnyomjuk az áthúzás és az o vagy O betűket.
- Néhány rendszerben, így például az MS-DOS régebbi változataiban a Ø betű nem része a széles körűen használt 437-es kódlap-nak. A skandináv kódlapokon a Ø a jen jel (¥) helyét vette át a 165-ös helyen, míg a ø ¢ jelét vette át a 162-es helyen.
- Bármilyen billentyűzet kiosztást használó Amiga operációs rendszerben az Alt és az O illetve az o lenyomásával létrejön az Ø illetve az ø.
- A Microsoft Word-ben úgy lehet beírni az, ø illetve az Ø karaktereket, hogy a Ctrl -/ lenyomása után beírjuk a nagy vagy a kis o-t.

## Lásd még
- Æ
- Ä
- Œ
- Ö
- Áthúzott nulla